# 辻野悦子
辻野 悦子（つじの えつこ、4月7日 - ）は、日本の声優、女優。大阪府出身。

## 人物
特技には関西弁とバドミントン、趣味には登山と自転車をそれぞれ挙げている。
資格は剣道初段、簿記検定1級をそれぞれ持っている。

## 出演
太字はメインキャラクター。

### ゲーム
- ファイトリーグ（超感度監視官 マルチ・アイ[2]、極寒のサバイバー ノース[3]、ミス・フォーチュン[4]）

### 吹き替え

#### ドラマ
- ブラック・ミラー
- サウス・オブ・ヘル 魔物の巣食う街（ジェレミー・ライアン）
- ワンデイ -家族のうた-

#### アニメ
- キャンプ・キキワカ（リディア〈リリー・シルバースタイン〉）
- まじょとねこどん ほうきでゆくよ（とりさん〈サリー・ホーキンス〉[5]）
- ワクフ（アダマイ〈ドロテ・プセオ〉）
- プリンセス ユニキャット（プリンス・パピーコーン〈グレイ・デリスル〉[6]）
- オレンジ・イズ・ニュー・ブラック（タミカ〈スーザン・ヘイワード〉）

### VP
- 三共
- 大東建託
- アサヒビール

### CM
- 競輪オーロラビジョン

### テレビドラマ
- ハケン占い師アタル（2019年、テレビ朝日）

### 舞台
- リマックス新人公演